# Valle del Guadalhorce
La Valle del Guadalhorce est l’une des 9 comarques de la province de Malaga, située au sein de la communauté autonome d’Andalousie, dans le sud de l'Espagne. Elle fait partie de la région naturelle du fleuve Guadalhorce.

## Communes
Elle comprend 8 communes dont la principale est Coín :
- Alhaurín de la Torre
- Alhaurín el Grande
- Almogía
- Álora
- Cártama
- Coín
- Pizarra
- Valle de Abdalajís